# Land Rover Freelander
Land Rover Freelander — компактный кроссовер класса премиум, производимый компанией Land Rover с 1997 года. Второе поколение было представлено в июле 2006 года на мотор-шоу в Лондоне. Для рынка Северной Америки получил название LR2.

## Первое поколение
В конце 1980-х в результате исследования рынка, проведённого Rover Group стало ясно, что Land Rover мог бы выйти в сегмент компактных внедорожников. Бюджет на разработку проекта был ограничен, поэтому Rover Group начали искать партнёра для работы над ним. Проект получил кодовое название CB40 (Canley Building 40 — название здания, где разрабатывалась модель). Тогдашний партнёр Rover — японская Honda — отказалась от совместной работы над проектом и взялась за разработку собственной модели CR-V, которая поступила в производство в 1995 году.
В Rover решили самостоятельно работать над CB40. В 1994 году BMW встала во главе Rover Group, и проект CB40 получил необходимые средства для развития.
Freelander был запущен в производство в конце 1997 года.
В 2003 году был проведён рестайлинг модели: поменялся вид боковых зеркал, также в головной оптике и фонарях заднего бампера появился белый сектор указателей поворотов.

### Модельный ряд
За всё время производства первого поколения Freelander существовало несколько базовых моделей: пятидверный, трёхдверный вариант с жёстким или мягким верхом (водитель при желании мог убрать половину крыши, находящуюся над задними сиденьями).

### Двигатели
Изначально Freelander оснащался четырёхцилиндровым 16-клапанным бензиновым мотором серии «К» объёмом 1796 см3 (мощность 118 л. с. и крутящий момент 158 Н•м) и турбодизелем серии «L» объёмом 1994 см3 (мощность 96 л. с., крутящий момент 210 Н•м). Оба мотора имели поперечное расположение, при этом привод передних колёс осуществлялся непосредственно от коробки переключения передач, а задних — через вискомуфту.
Также выпускались модели с четырёхцилиндровым дизельным двигателем BMW M47 (модификация M47TUD20) объёмом 1995 см3 (мощность 148 л. с., крутящий момент 300 Н•м) и Rover KV6 в сочетании с АКПП Jatco (177 л. с.).
В 2001 году начался выпуск версии Freelander Sport с 18-дюймовыми колёсными дисками и пониженной на 30 мм жёсткой подвеской.

### Продвижение на рынке
Freelander первого поколения принимал участие в гонках Camel Trophy в 1998 году, а также в соревнованиях G4 Challenge, проводимых Land Rover.
Кроме того, первое поколение Freelander впервые в истории марки стало оснащаться системой контролируемого движения под уклон Hill Descent Control (HDC).
Нехватка двигателей MG Rover K18 и KV6 после прекращения производства MG Rover привела к тому, что Land Rover прекратил производство модели.
Freelander первого поколения стал первой моделью в истории марки с независимой подвеской, без рамы и полного привода при распределении 50 на 50.

## Второе поколение
Land Rover Freelander 2 впервые был представлен публике на Международном мотор-шоу в Лондоне. Для Европы было сохранено привычное название модели. В Северной Америке автомобиль стал продаваться под названием LR2. В презентации автомобиля приняла участие теннисистка Мария Шарапова.
Второе поколение Freelander базируется на платформе EUCD, которая, в свою очередь, базируется на платформе C1.
В отличие от предыдущих моделей, Freelander 2 производится в Хейлвуде (город вблизи Ливерпуля). Freelander второго поколения обладает увеличенным клиренсом и улучшенными внедорожными качествами. Кроме того, модель обладает улучшенным интерьером с акцентом на большую безопасность пассажиров и водителя. На Freelander 2 также устанавливается модифицированная система Terrain Response (как и на Discovery 3 и Range Rover).
Новый кроссовер получил максимальный рейтинг в пять звёзд в Европейской программе оценки новых автомобилей за уровень обеспечения безопасности взрослых пассажиров. Он также заработал четыре звезды в номинации «детская безопасность». В обоих — взрослом и детском — рейтингах Land Rover Freelander 2 получил максимальное количество баллов среди автомобилей своей категории.

### Двигатели
Диапазон двигателей существенно изменился. В 2012 году изначально устанавливавшийся атмосферный бензиновый двигатель i6 объёмом 3,2 л был заменён турбированным бензиновым 2 литра 240лс 340Нм/1750обм. Расход нового бензинового двигателя по данным бортового компьютера составляет 12.5 литра в режиме город/трасса 80:20. Турбодизельные 2.2 литра 150-190лс 420Нм/1750обм были также существенно доработаны.

### Продвижение на рынке
Первые продажи на американском рынке начались в 2006 году под названием LR2. В 2007 году вышла версия LR2 HSE, на которую были установлены боковые молдинги и 19-дюймовые колёсные диски. В стандартную полноприводную комплектацию модели входят шестицилиндровый рядный двигатель Volvo объёмом 3,2 л и шестиступенчатая автоматическая коробка передач. В Великобритании и России в стандартную комплектацию входит рядный четырёхцилиндровый дизельный двигатель.

### Freelander 2 TD4_e
Freelander 2 TD4_e оснащён системой «Стоп/Старт», с более экономичным потреблением топлива и уменьшенными выбросами CO2. Система отключает двигатель в моменты, когда машина останавливается и водитель выбирает нейтральную передачу и нажимает сцепление. При отжатии педали сцепления двигатель включается вновь.
Также в систему входит усовершенствованный стартер, который накапливает электроэнергию посредством динамического торможения. Электричество сохраняется в специальных накопителях, которые затем запускают двигатель, благодаря чему снижается нагрузка на аккумулятор и электросистему. Система «Стоп/Старт» стала доступна на моделях Freelander 2 TD4 с весны 2009 года.

### Freelander 2 eD4
В 2011 модельном году для европейских рынков становится доступным переднеприводной Freelander 2 eD4. В этой версии отсутствуют системы Terrain Response и Hill Descent Control. В Россию данная модель не поставляется.